# Paddon
Paddon is een historisch merk van motorfietsen.
John B. Paddon ontwikkelde in 1936 een motorfietsmotor met een vaste Torus cilinder waarin twee zuigers met verschillende snelheid bewogen. Tijdens het verloop van het viertaktprincipe maakten de beide zuigers een volledige draai.